# Khentkaus III
Khentkaus III, talvolta chiamata, meno correttamente, Khentakawess III da parte della stampa (fl. XXV secolo a.C.), è stata una regina egizia della V dinastia, vissuta intorno al 2450 a.C..
Fu molto probabilmente una figlia del faraone Neferirkara Kakai e della regina Khentkaus II mentre il suo consorte fu, con altrettanta probabilità, re Neferefra, con cui generò il futuro faraone Menkauhor.

## La scoperta della tomba

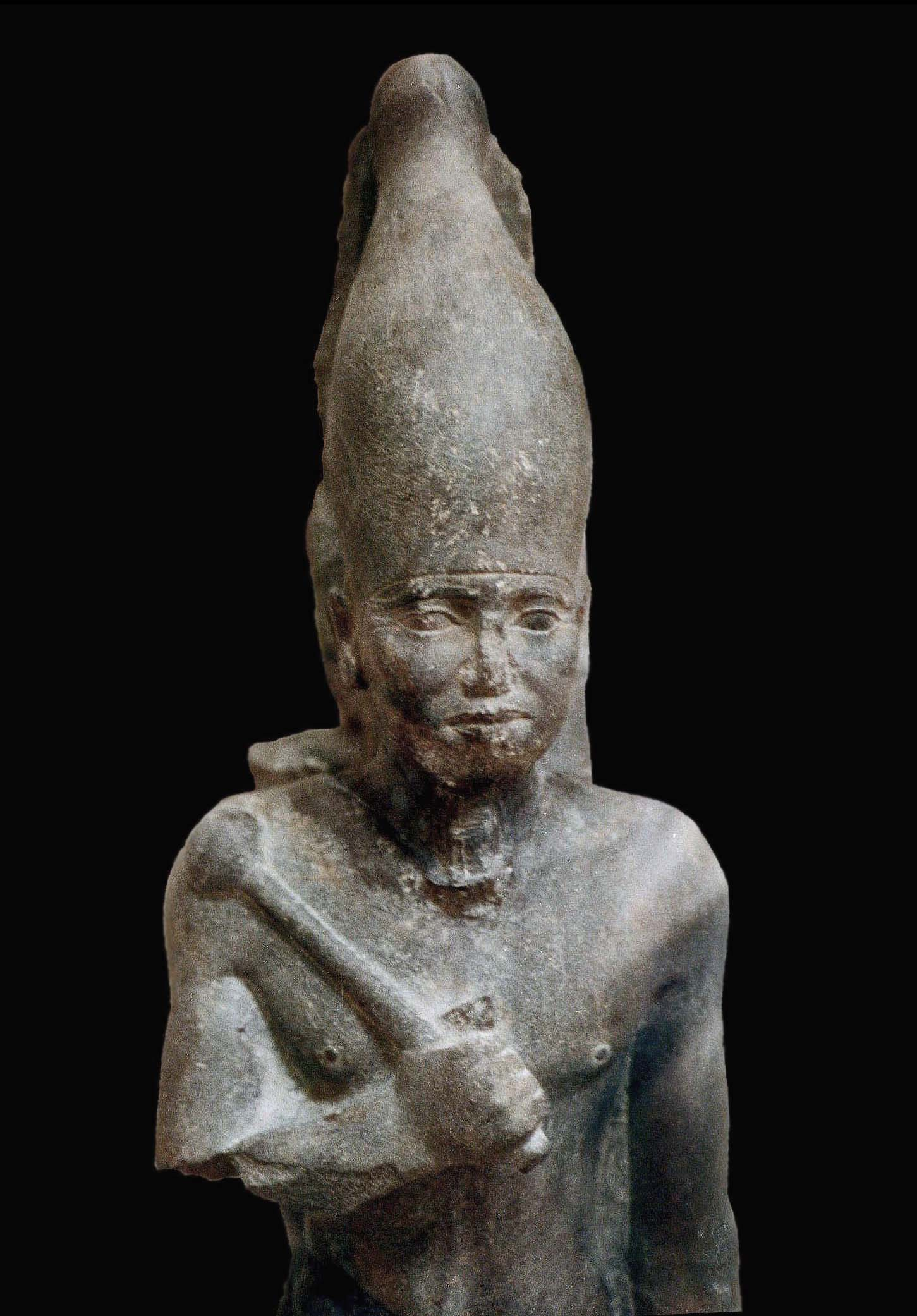
Statua in ardesia del faraone Neferefra, consorte di Khentkaus III. Cairo, Museo egizio

La scoperta della sua tomba, la mastaba AC 30, effettuata da un team di archeologi cechi, è stata annunciata dalle autorità egiziane il 4 gennaio 2015. Stando alla dichiarazione del Ministro egiziano delle Antichità, Mamdouh Eldamaty, l'esistenza della regina Khentkaus III era sconosciuta prima di tale scoperta. Due regine più antiche, con tale nome, erano già ben note agli studiosi: una enigmatica Khentkaus sepolta nei pressi della piramide di Micerino e un'altra Khentaus, la madre dei faraoni Neferefra e Niuserra (e forse della stessa Khentkaus III).   

La tomba di Khentaus III, contrassegnata dalla sigla AC 30, è stata rinvenuta ad Abusir, dove sorgono diverse piramidi dei faraoni della V dinastia, tra cui quella di re Neferefra. La mastaba di Khentkaus III è stata appunto scoperta accanto al complesso funerario di Neferefra da parte dell'archeologo ceco Miroslav Bárta e dalla équipe della Università Carolina di Praga, con collaborazione degli egiziani. Il nome e il rango di Khentkaus III sono inscritti sui muri all'interno della tomba. La camera sepolcrale, sotterranea, è raggiungibile tramite un pozzo, e vi sono stati rinvenuti utensili in marmo e in rame e statuette facenti parte dell'originale corredo funerario.  
Il suo nome in precedenza era sconosciuto: i rilievi nella tomba la chiamano Sposa del Re e Madre del Re; ciò implica che suo figlio ascese al trono. Si ritiene quindi sia stata la moglie del faraone Neferefra e la madre di Menkauhor.